# Gonçal Mayos
Gonçal Mayos Solsona (1957) es filósofo, ensayista y profesor español en la Universidad de Barcelona. Especialista en Nietzsche, Hegel, Herder, Kant, Descartes, D'Alembert..., ha evolucionado hacia el estudio de los grandes movimientos modernos (Racionalismo, Ilustración, Romanticismo, filosofías de la sospecha) y su influencia contemporánea y en la postmodernidad. Anticipándose a las tendencias postdisciplinares actuales, Mayos ha acuñado el término "macrofilosofía"  para caracterizar sus análisis globales, interdisciplinares y sobre procesos de larga duración. Ha escrito numerosos libros y artículos, y es director de OPEN-PHI (Open Network for Postdisciplinarity and Macrophilosophy) y codirige GIRCHE - Grupo Internacional de Investigación "Cultura, Historia y Estado". Actualmente preside el Liceu de filosofía Joan Maragall, es el " Vocal primero electo de la Junta directiva del Ateneo Barcelonés Administra el blog MacroFILOSOFIA y su web universitaria. 

## Libros

### Español
- "Filosofía de la Historia", G. Mayos, en Guía Comares de Hegel, Gabriel Amengual (Ed.), MC. Paredes, M. de la Maza, J.J. Padial, L. Illetterati, G. Mayos, R. Gabás y R. Ferrara. Granada: Editorial Comares, 2015.

- D'Alembert: De bastardo a líder de la Ilustración, G. Mayos, Barcelona: Red ediciones S.L., 2014, 149 pp. ISBN rústica: 978-84-9007-963-8. ISBN libro electrónico: 978-84-9007-661-3.

- "Empoderamiento y desarrollo humano. Actuar local y pensar postdisciplinarmente" (pp. 189-208) de G. Mayos y "Presentación" (pp. 11-15) en Postdisciplinariedad y desarrollo humano. Entre pensamiento y política, Y. Moyano, S. Coelho y G. Mayos (eds.), A. Matos, C. Santander, D. Pinheiro, F. Bambirra, Ll. Soler, M. Gustin, R. de Lima, P. Da Cunha y S. Mas, Barcelona: Red ed, 2014.

- Hegel. Dialéctica entre conflicto y razón, G. Mayos, Barcelona: Red ediciones S.L., 2014, 145 pp. ISBN rústica: 978-84-9007-353-7. ISBN libro electrónico: 978-84-9953-874-7.

- Prólogo a Cultura, Historia y Estado: pensadores en clave macrofilosófica G. Mayos, F. García-Collado & Saulo P. Coelho (Eds.), Barcelona: La Busca, 2013.

- "Cognitariado es precariado. El cambio en la sociedad del conocimiento turboglobalizada" en Cambio social y cooperación en el siglo XXI (vol. 2): El reto de aumentar la equidad dentro de los límites ecológicos, Román, B. y de Castro, G. (coords.), Barcelona: Intervida/Educo/UB, 2013.

- Macrofilosofía de la globalización y del pensamiento único. Un macroanálisis para el 'empoderamiento'  G. Mayos, Madrid: Editorial Académica Española, 2012.

- Macrofilosofía de la Modernidad G. Mayos, Rota: dLibro, 2012.

- Filosofía para indignados. Textos situacionistas de Guy Debord y otros, Barcelona: RBA, prólogo de G. Mayos. Selección de G. Mayos y Yanko Moyano.

- La Sociedad de la Ignorancia G. Mayos y A. Brey (eds.), J. Campàs, D. Innerarity, F. Ruiz Tarragó y M. Subirats, Barcelona: Península, 2011. Prólogo de E. Carbonell. Una primera versión bajo licencia libre "commons" fue editada con ocasión del Día Mundial d'Internet, 17-5-2009, por www.infonomia.com.

- D'Alembert. Vida, obra y pensamiento, G. Mayos, J.M. Sánchez Ron, T. Montesinos y J. Neubauer. Barcelona: Planeta DeAgostini, 2008.

- Hegel. Vida, obra y pensamiento, Gonçal Mayos, Barcelona, Planeta DeAgostini, 2007. Traducción portuguesa: G. W. F. Hegel. Vida, pensamento e obra; (trad. Catarina Mourâo), Barcelona: Planeta De Agostini, 2008.

- La Ilustración. Gonçal Mayos Barcelona, Editorial UOC, 2007.

- Ilustración frente a Romanticismo. La polémica Kant - Herder en filosofía de la historia, Barcelona: Editorial Herder, 2004.

### Catalán
- "Canvis actuals en l'imaginari (i realitat) de l'Estat-nacio" de G. Mayos a Imaginaris nacionals moderns. Segles XVIII-XXI, J. Capdevila, M. Lladonosa i J. Soto (Eds.), Lleida: Edicions de la Universitat de Lleida, 2015, pp. 49-88.

- "Noves polititzacions: intermitents i informals?" (pp. 195-215) de G. Mayos i "Introducció: Hi ha una nova política" amb Joan Morro a Hi ha una nova política? G. Mayos i J. Morro (eds.), M. Doltra, X. Filella, D. Galcerà, R. Gómez i Ventura, A. LLorca, L. Roca i J. Subirats, Barcelona: La Busca, 2014.

- "La sospita com a forma de vida filosòfica" en La filosofia forma de vida, Barcelona: La Busca, 2014.

- Globalització i interculturalitat G. Mayos i I. Serra (eds.), amb R. Alcoberro, A. Bárcena, N. Bilbeny, J. Casol, M. Doltra, J. Lara, A. Llorca, S. Mas, Ll. Roca i A. Sarsanedas, Barcelona: La Busca, 2011.

- La Societat de la Ignorància (llibre per a celebrar el Día Mundial d'Internet, 17-5-2009), A. Brey, D. Innerarity i G. Mayos; pròleg d'E. Carbonell. Editat per www.infonomia.com. Descàrrega gratuïta a www.theignorancesociety.com (disponible en català, castellà i anglès).

- La Il.lustració, Barcelona: Editorial UOC, 2006.

- Marxa i sentit especulatius de la història. Comentari a Hegel, Barcelona: Editorial PPU, 1993.

- Entre lògica i empíria. Claus de la filosofía hegeliana de la història, Barcelona: Editorial PPU, 1989.